# Liste des membres de la 2e Assemblée d'Irlande du Nord
L'Assemblée d'Irlande du Nord, élue en novembre 2003, ne s'est jamais réunie en tant que telle : le gouvernement décentralisé et les institutions représentatives d'Irlande du Nord ont été suspendus avec la réintroduction de l'administration directe par le gouvernement du Royaume-Uni le 14 octobre 2002. Cependant, les personnes (membres de l'Assemblée législative, MLAs) élus à l'Assemblée lors des élections de 2003 ont été convoqués à titre non législatif, initialement en vertu de la Northern Ireland Act 2006 and then under the St Andrews Agreement, puis en vertu de l'accord de St Andrews. Ces corps n'ont pas réussi à former un gouvernement avant les élections de 2007.
Ce qui suit est une liste des membres de cette second Assemblée, y compris les membres cooptés après l'élection pour remplacer ceux qui avaient démissionné ou sont décédés, et les changements d'affiliation au parti.

## Points forts du parti
| Parti                  | Parti                              | Désignation  | novembre 2003 élection | janvier 2007 Fin |
| ---------------------- | ---------------------------------- | ------------ | ---------------------- | ---------------- |
|                        | Democratic Unionist Party          | Unioniste    | 30                     | 32               |
|                        | Ulster Unionist Party              | Unioniste    | 27                     | 24               |
|                        | Sinn Féin                          | Nationaliste | 24                     | 21               |
|                        | Social Democratic and Labour Party | Nationaliste | 18                     | 18               |
|                        | Alliance Party                     | Autre        | 6                      | 5                |
|                        | UK Unionist Party                  | Unioniste    | 1                      | 1                |
|                        | Progressive Unionist Party         | Unioniste    | 1                      | 1                |
|                        | Independent                        | Nationaliste | 0                      | 1                |
|                        | Independent                        | Autre        | 0                      | 1                |
|                        | Independent                        | Unioniste    | 1                      | 2                |
|                        | Speaker                            | Aucun        | 0                      | 1                |
|                        | Vacant                             | Nationaliste | 0                      | 1                |
| Totaux par désignation | Totaux par désignation             | Unionist     | 60                     | 60               |
| Totaux par désignation | Totaux par désignation             | Nationaliste | 42                     | 41               |
| Totaux par désignation | Totaux par désignation             | Other        | 6                      | 6                |
| Totaux par désignation | Totaux par désignation             | Aucun        | 0                      | 1                |
| Total                  | Total                              | Total        | 108                    | 108              |

Notes
1. ↑  Pendant qu'il est en poste, le Speaker n'est pas compté comme membre de son parti parlementaire.
2. ↑  Lorsque le MLA du Sinn Féin, Michael Ferguson est décédé en septembre 2006, aucun remplaçant n'était disponible. Le Sinn Féin a été autorisé à utiliser son vote à l'Assemblée malgré sa mort.

### Représentation graphique

Aux élections, 26 novembre 2003 (Assemblée d'Irlande du Nord suspendue)
10 avril au 25 septembre 2006 (Assemblée d'Irlande du Nord suspendues en vertu du Northern Ireland Act 2006),
25 septembre 2006 au 15 janvier 2007 (Assemblée d'Irlande du Nord suspendue et Assemblée de transition)
2 février 2007 à la fin (Assemblée d'Irlande du Nord suspendue)

## MLAs par parti
Voici une liste des MLAs élus à l'Assemblée d'Irlande du Nord lors des élections de 2003 à l'Assemblée d'Irlande du Nord, triés par parti.
| Parti               | Parti                                   | Nom                        | Circonscription  |
| ------------------- | --------------------------------------- | -------------------------- | ---------------- |
|                     | Democratic Unionist Party (32)          | Norah Beare ‡              | Lagan Valley     |
| Thomas Buchanan     | Democratic Unionist Party (32)          | West Tyrone                |                  |
| Gregory Campbell    | Democratic Unionist Party (32)          | East Londonderry           |                  |
| Wilson Clyde        | Democratic Unionist Party (32)          | South Antrim               |                  |
| George Dawson       | Democratic Unionist Party (32)          | East Antrim                |                  |
| Diane Dodds         | Democratic Unionist Party (32)          | Belfast West               |                  |
| Nigel Dodds         | Democratic Unionist Party (32)          | Belfast North              |                  |
| Jeffrey Donaldson ‡ | Democratic Unionist Party (32)          | Lagan Valley               |                  |
| Alex Easton         | Democratic Unionist Party (32)          | North Down                 |                  |
| George Ennis        | Democratic Unionist Party (32)          | Strangford                 |                  |
| Arlene Foster ‡     | Democratic Unionist Party (32)          | Fermanagh & South Tyrone   |                  |
| Paul Girvan         | Democratic Unionist Party (32)          | South Antrim               |                  |
| William Hay         | Democratic Unionist Party (32)          | Foyle                      |                  |
| David Hilditch      | Democratic Unionist Party (32)          | East Antrim                |                  |
| Nelson McCausland   | Democratic Unionist Party (32)          | Belfast North              |                  |
| William McCrea      | Democratic Unionist Party (32)          | Mid Ulster                 |                  |
| Lord Morrow         | Democratic Unionist Party (32)          | Fermanagh and South Tyrone |                  |
| Stephen Moutray     | Democratic Unionist Party (32)          | Upper Bann                 |                  |
| Robin Newton        | Democratic Unionist Party (32)          | Belfast East               |                  |
| Ian Paisley         | Democratic Unionist Party (32)          | North Antrim               |                  |
| Ian Paisley Jr      | Democratic Unionist Party (32)          | North Antrim               |                  |
| Edwin Poots         | Democratic Unionist Party (32)          | Lagan Valley               |                  |
| George Robinson     | Democratic Unionist Party (32)          | East Londonderry           |                  |
| Iris Robinson       | Democratic Unionist Party (32)          | Strangford                 |                  |
| Mark Robinson       | Democratic Unionist Party (32)          | Belfast South              |                  |
| Peter Robinson      | Democratic Unionist Party (32)          | Belfast East               |                  |
| Jim Shannon         | Democratic Unionist Party (32)          | Strangford                 |                  |
| David Simpson       | Democratic Unionist Party (32)          | Upper Bann                 |                  |
| Mervyn Storey       | Democratic Unionist Party (32)          | North Antrim               |                  |
| Peter Weir          | Democratic Unionist Party (32)          | North Down                 |                  |
| Jim Wells           | Democratic Unionist Party (32)          | South Down                 |                  |
| Sammy Wilson        | Democratic Unionist Party (32)          | East Antrim                |                  |
|                     | Ulster Unionist Party (24)              | Billy Armstrong            | Mid Ulster       |
| Roy Beggs, Jr.      | Ulster Unionist Party (24)              | East Antrim                |                  |
| Billy Bell          | Ulster Unionist Party (24)              | Lagan Valley               |                  |
| Esmond Birnie       | Ulster Unionist Party (24)              | South Belfast              |                  |
| David Burnside      | Ulster Unionist Party (24)              | South Antrim               |                  |
| Fred Cobain         | Ulster Unionist Party (24)              | Belfast North              |                  |
| Michael Copeland    | Ulster Unionist Party (24)              | Belfast East               |                  |
| Robert Coulter      | Ulster Unionist Party (24)              | North Antrim               |                  |
| Leslie Cree         | Ulster Unionist Party (24)              | North Down                 |                  |
| Tom Elliott         | Ulster Unionist Party (24)              | Fermanagh and South Tyrone |                  |
| Reg Empey           | Ulster Unionist Party (24)              | Belfast East               |                  |
| Sam Gardiner        | Ulster Unionist Party (24)              | Upper Bann                 |                  |
| Norman Hillis       | Ulster Unionist Party (24)              | East Londonderry           |                  |
| Derek Hussey        | Ulster Unionist Party (24)              | West Tyrone                |                  |
| Danny Kennedy       | Ulster Unionist Party (24)              | Newry and Armagh           |                  |
| David McClarty      | Ulster Unionist Party (24)              | East Londonderry           |                  |
| Alan McFarland      | Ulster Unionist Party (24)              | North Down                 |                  |
| Michael McGimpsey   | Ulster Unionist Party (24)              | Belfast South              |                  |
| David McNarry       | Ulster Unionist Party (24)              | Strangford                 |                  |
| Dermot Nesbitt      | Ulster Unionist Party (24)              | South Down                 |                  |
| Ken Robinson        | Ulster Unionist Party (24)              | East Antrim                |                  |
| John Taylor         | Ulster Unionist Party (24)              | Strangford                 |                  |
| David Trimble       | Ulster Unionist Party (24)              | Upper Bann                 |                  |
| Jim Wilson          | Ulster Unionist Party (24)              | South Antrim               |                  |
|                     | Sinn Féin (22)                          | Gerry Adams                | Belfast West     |
| Francie Brolly      | Sinn Féin (22)                          | East Londonderry           |                  |
| Willie Clarke       | Sinn Féin (22)                          | South Down                 |                  |
| Pat Doherty         | Sinn Féin (22)                          | West Tyrone                |                  |
| Michelle Gildernew  | Sinn Féin (22)                          | Fermanagh and South Tyrone |                  |
| Gerry Kelly         | Sinn Féin (22)                          | Belfast North              |                  |
| Alex Maskey         | Sinn Féin (22)                          | Belfast South              |                  |
| Fra McCann          | Sinn Féin (22)                          | Belfast West               |                  |
| Raymond McCartney † | Sinn Féin (22)                          | Foyle                      |                  |
| Barry McElduff      | Sinn Féin (22)                          | West Tyrone                |                  |
| Philip McGuigan     | Sinn Féin (22)                          | North Antrim               |                  |
| Martin McGuinness   | Sinn Féin (22)                          | Mid Ulster                 |                  |
| Mitchel McLaughlin  | Sinn Féin (22)                          | Foyle                      |                  |
| Francie Molloy      | Sinn Féin (22)                          | Mid Ulster                 |                  |
| Conor Murphy        | Sinn Féin (22)                          | Newry and Armagh           |                  |
| John O'Dowd         | Sinn Féin (22)                          | Upper Bann                 |                  |
| Patricia O'Rawe     | Sinn Féin (22)                          | Newry and Armagh           |                  |
| Tom O'Reilly        | Sinn Féin (22)                          | Fermanagh and South Tyrone |                  |
| Sue Ramsey †        | Sinn Féin (22)                          | Belfast West               |                  |
| Caitríona Ruane     | Sinn Féin (22)                          | South Down                 |                  |
| Kathy Stanton       | Sinn Féin (22)                          | Belfast North              |                  |
| Vacant              | Sinn Féin (22)                          | Belfast West               |                  |
|                     | Social Democratic and Labour Party (18) | Alex Attwood               | Belfast West     |
| Dominic Bradley     | Social Democratic and Labour Party (18) | Newry and Armagh           |                  |
| Mary Bradley        | Social Democratic and Labour Party (18) | Foyle                      |                  |
| P. J. Bradley       | Social Democratic and Labour Party (18) | South Down                 |                  |
| Thomas Burns        | Social Democratic and Labour Party (18) | South Antrim               |                  |
| John Dallat         | Social Democratic and Labour Party (18) | East Londonderry           |                  |
| Mark Durkan         | Social Democratic and Labour Party (18) | Foyle                      |                  |
| Sean Farren         | Social Democratic and Labour Party (18) | North Antrim               |                  |
| Marietta Farrell †  | Social Democratic and Labour Party (18) | Lagan Valley               |                  |
| Tommy Gallagher     | Social Democratic and Labour Party (18) | Fermanagh and South Tyrone |                  |
| Carmel Hanna        | Social Democratic and Labour Party (18) | Belfast South              |                  |
| Dolores Kelly       | Social Democratic and Labour Party (18) | Upper Bann                 |                  |
| Alban Maginness     | Social Democratic and Labour Party (18) | Belfast North              |                  |
| Alasdair McDonnell  | Social Democratic and Labour Party (18) | Belfast South              |                  |
| Patsy McGlone       | Social Democratic and Labour Party (18) | Mid Ulster                 |                  |
| Eugene McMenamin    | Social Democratic and Labour Party (18) | West Tyrone                |                  |
| Pat Ramsey          | Social Democratic and Labour Party (18) | Foyle                      |                  |
| Margaret Ritchie    | Social Democratic and Labour Party (18) | South Down                 |                  |
|                     | Alliance Party of Northern Ireland (5)  | Seamus Close               | Lagan Valley     |
| David Ford          | Alliance Party of Northern Ireland (5)  | South Antrim               |                  |
| Naomi Long          | Alliance Party of Northern Ireland (5)  | East Belfast               |                  |
| Kieran McCarthy     | Alliance Party of Northern Ireland (5)  | Strangford                 |                  |
| Seán Neeson         | Alliance Party of Northern Ireland (5)  | East Antrim                |                  |
|                     | Progressive Unionist Party (1)          | Dawn Purvis †              | Belfast East     |
|                     | UK Unionist Party (1)                   | Robert McCartney           | North Down       |
|                     | Independent (1)                         | Kieran Deeny               | West Tyrone      |
|                     | Independent Unionist (1)                | Paul Berry ‡               | Newry and Armagh |
|                     | Independent Nationalist (2)             | Geraldine Dougan ‡         | Mid Ulster       |
| Davy Hyland ‡       | Independent Nationalist (2)             | Newry and Armagh           |                  |
|                     | Speaker (1)                             | Eileen Bell ‡              | North Down       |

† Coopté pour remplacer un MLA élu
‡ Changement d'affiliation en cours de mandat

## MLAs par circonscription
La liste est donnée par ordre alphabétique par circonscription.
| Membres de la 2e Assemblée d'Irlande du Nord | Membres de la 2e Assemblée d'Irlande du Nord | Membres de la 2e Assemblée d'Irlande du Nord | Membres de la 2e Assemblée d'Irlande du Nord |
| Circonscription                              | Nom                                          | Parti                                        | Parti                                        |
| -------------------------------------------- | -------------------------------------------- | -------------------------------------------- | -------------------------------------------- |
| Belfast East                                 | Michael Copeland                             |                                              | Ulster Unionist Party                        |
| Belfast East                                 | Reg Empey                                    |                                              | Ulster Unionist Party                        |
| Belfast East                                 | Naomi Long                                   |                                              | Alliance Party of Northern Ireland           |
| Belfast East                                 | Robin Newton                                 |                                              | Democratic Unionist Party                    |
| Belfast East                                 | Dawn Purvis †                                |                                              | Progressive Unionist Party                   |
| Belfast East                                 | Peter Robinson                               |                                              | Democratic Unionist Party                    |
| Belfast North                                | Fred Cobain                                  |                                              | Ulster Unionist Party                        |
| Belfast North                                | Nigel Dodds                                  |                                              | Democratic Unionist Party                    |
| Belfast North                                | Gerry Kelly                                  |                                              | Sinn Féin                                    |
| Belfast North                                | Nelson McCausland                            |                                              | Democratic Unionist Party                    |
| Belfast North                                | Alban Maginness                              |                                              | Social Democratic and Labour Party           |
| Belfast North                                | Kathy Stanton                                |                                              | Sinn Féin                                    |
| Belfast South                                | Carmel Hanna                                 |                                              | Social Democratic and Labour Party           |
| Belfast South                                | Esmond Birnie                                |                                              | Ulster Unionist Party                        |
| Belfast South                                | Alex Maskey                                  |                                              | Sinn Féin                                    |
| Belfast South                                | Alasdair McDonnell                           |                                              | Social Democratic and Labour Party           |
| Belfast South                                | Michael McGimpsey                            |                                              | Ulster Unionist Party                        |
| Belfast South                                | Mark Robinson                                |                                              | Democratic Unionist Party                    |
| Belfast West                                 | Gerry Adams                                  |                                              | Sinn Féin                                    |
| Belfast West                                 | Alex Attwood                                 |                                              | Social Democratic and Labour Party           |
| Belfast West                                 | Diane Dodds                                  |                                              | Democratic Unionist Party                    |
| Belfast West                                 | Fra McCann                                   |                                              | Sinn Féin                                    |
| Belfast West                                 | Sue Ramsey †                                 |                                              | Sinn Féin                                    |
| Belfast West                                 | Vacant                                       |                                              | Sinn Féin                                    |
| East Antrim                                  | Roy Beggs, Jr.                               |                                              | Ulster Unionist Party                        |
| East Antrim                                  | Sean Neeson                                  |                                              | Alliance Party of Northern Ireland           |
| East Antrim                                  | David Hilditch                               |                                              | Democratic Unionist Party                    |
| East Antrim                                  | George Dawson                                |                                              | Democratic Unionist Party                    |
| East Antrim                                  | Ken Robinson                                 |                                              | Ulster Unionist Party                        |
| East Antrim                                  | Sammy Wilson                                 |                                              | Democratic Unionist Party                    |
| East Londonderry                             | Francis Brolly                               |                                              | Sinn Féin                                    |
| East Londonderry                             | Gregory Campbell                             |                                              | Democratic Unionist Party                    |
| East Londonderry                             | John Dallat                                  |                                              | Social Democratic and Labour Party           |
| East Londonderry                             | Norman Hillis                                |                                              | Ulster Unionist Party                        |
| East Londonderry                             | David McClarty                               |                                              | Ulster Unionist Party                        |
| East Londonderry                             | George Robinson                              |                                              | Democratic Unionist Party                    |
| Fermanagh and South Tyrone                   | Tom Elliott                                  |                                              | Ulster Unionist Party                        |
| Fermanagh and South Tyrone                   | Arlene Foster ‡                              |                                              | Democratic Unionist Party                    |
| Fermanagh and South Tyrone                   | Tommy Gallagher                              |                                              | Social Democratic and Labour Party           |
| Fermanagh and South Tyrone                   | Michelle Gildernew                           |                                              | Sinn Féin                                    |
| Fermanagh and South Tyrone                   | Tom O'Reilly                                 |                                              | Sinn Féin                                    |
| Fermanagh and South Tyrone                   | Maurice Morrow                               |                                              | Democratic Unionist Party                    |
| Foyle                                        | Mary Bradley                                 |                                              | Social Democratic and Labour Party           |
| Foyle                                        | Mark Durkan                                  |                                              | Social Democratic and Labour Party           |
| Foyle                                        | William Hay                                  |                                              | Democratic Unionist Party                    |
| Foyle                                        | Raymond McCartney †                          |                                              | Sinn Féin                                    |
| Foyle                                        | Mitchel McLaughlin                           |                                              | Sinn Féin                                    |
| Foyle                                        | Pat Ramsey                                   |                                              | Social Democratic and Labour Party           |
| Lagan Valley                                 | Norah Beare ‡                                |                                              | Democratic Unionist Party                    |
| Lagan Valley                                 | Billy Bell                                   |                                              | Ulster Unionist Party                        |
| Lagan Valley                                 | Seamus Close                                 |                                              | Alliance Party of Northern Ireland           |
| Lagan Valley                                 | Jeffrey Donaldson ‡                          |                                              | Democratic Unionist Party                    |
| Lagan Valley                                 | Marietta Farrell †                           |                                              | Social Democratic and Labour Party           |
| Lagan Valley                                 | Edwin Poots                                  |                                              | Democratic Unionist Party                    |
| Mid Ulster                                   | Billy Armstrong                              |                                              | Ulster Unionist Party                        |
| Mid Ulster                                   | Geraldine Dougan ‡                           |                                              | Independent Nationalist                      |
| Mid Ulster                                   | William McCrea                               |                                              | Democratic Unionist Party                    |
| Mid Ulster                                   | Patsy McGlone                                |                                              | Social Democratic and Labour Party           |
| Mid Ulster                                   | Martin McGuinness                            |                                              | Sinn Féin                                    |
| Mid Ulster                                   | Francie Molloy                               |                                              | Sinn Féin                                    |
| Newry and Armagh                             | Paul Berry ‡                                 |                                              | Independent Unionist                         |
| Newry and Armagh                             | Dominic Bradley                              |                                              | Social Democratic and Labour Party           |
| Newry and Armagh                             | Davy Hyland ‡                                |                                              | Independent Nationalist                      |
| Newry and Armagh                             | Danny Kennedy                                |                                              | Ulster Unionist Party                        |
| Newry and Armagh                             | Conor Murphy                                 |                                              | Sinn Féin                                    |
| Newry and Armagh                             | Patricia O'Rawe                              |                                              | Sinn Féin                                    |
| North Antrim                                 | Robert Coulter                               |                                              | Ulster Unionist Party                        |
| North Antrim                                 | Sean Farren                                  |                                              | Social Democratic and Labour Party           |
| North Antrim                                 | Philip McGuigan                              |                                              | Sinn Féin                                    |
| North Antrim                                 | Ian Paisley                                  |                                              | Democratic Unionist Party                    |
| North Antrim                                 | Ian Paisley Jr                               |                                              | Democratic Unionist Party                    |
| North Antrim                                 | Mervyn Storey                                |                                              | Democratic Unionist Party                    |
| North Down                                   | Eileen Bell ‡                                |                                              | Speaker                                      |
| North Down                                   | Leslie Cree                                  |                                              | Ulster Unionist Party                        |
| North Down                                   | Alex Easton                                  |                                              | Democratic Unionist Party                    |
| North Down                                   | Robert McCartney                             |                                              | UK Unionist Party                            |
| North Down                                   | Alan McFarland                               |                                              | Ulster Unionist Party                        |
| North Down                                   | Peter Weir                                   |                                              | Democratic Unionist Party                    |
| South Antrim                                 | David Burnside                               |                                              | Ulster Unionist Party                        |
| South Antrim                                 | Trevor Clarke                                |                                              | Democratic Unionist Party                    |
| South Antrim                                 | David Ford                                   |                                              | Alliance Party of Northern Ireland           |
| South Antrim                                 | Paul Girvan                                  |                                              | Democratic Unionist Party                    |
| South Antrim                                 | Thomas Burns                                 |                                              | Social Democratic and Labour Party           |
| South Antrim                                 | Jim Wilson                                   |                                              | Ulster Unionist Party                        |
| South Down                                   | P. J. Bradley                                |                                              | Social Democratic and Labour Party           |
| South Down                                   | Willie Clarke                                |                                              | Sinn Féin                                    |
| South Down                                   | Dermot Nesbitt                               |                                              | Ulster Unionist Party                        |
| South Down                                   | Margaret Ritchie                             |                                              | Social Democratic and Labour Party           |
| South Down                                   | Caitríona Ruane                              |                                              | Sinn Féin                                    |
| South Down                                   | Jim Wells                                    |                                              | Democratic Unionist Party                    |
| Strangford                                   | George Ennis                                 |                                              | Democratic Unionist Party                    |
| Strangford                                   | Kieran McCarthy                              |                                              | Alliance Party of Northern Ireland           |
| Strangford                                   | David McNarry                                |                                              | Ulster Unionist Party                        |
| Strangford                                   | Iris Robinson                                |                                              | Democratic Unionist Party                    |
| Strangford                                   | Jim Shannon                                  |                                              | Democratic Unionist Party                    |
| Strangford                                   | John Taylor                                  |                                              | Ulster Unionist Party                        |
| Upper Bann                                   | Sam Gardiner                                 |                                              | Ulster Unionist Party                        |
| Upper Bann                                   | Dolores Kelly                                |                                              | Social Democratic and Labour Party           |
| Upper Bann                                   | Stephen Moutray                              |                                              | Democratic Unionist Party                    |
| Upper Bann                                   | John O'Dowd                                  |                                              | Sinn Féin                                    |
| Upper Bann                                   | David Simpson                                |                                              | Democratic Unionist Party                    |
| Upper Bann                                   | David Trimble                                |                                              | Ulster Unionist Party                        |
| West Tyrone                                  | Thomas Buchanan                              |                                              | Democratic Unionist Party                    |
| West Tyrone                                  | Kieran Deeny                                 |                                              | Independent                                  |
| West Tyrone                                  | Pat Doherty                                  |                                              | Sinn Féin                                    |
| West Tyrone                                  | Derek Hussey                                 |                                              | Ulster Unionist Party                        |
| West Tyrone                                  | Barry McElduff                               |                                              | Sinn Féin                                    |
| West Tyrone                                  | Eugene McMenamin                             |                                              | Social Democratic and Labour Party           |

† Coopté en remplacement d'un MLA élu
‡ Changement d'affiliation en cours de mandat

## Changements depuis l'élection

### † Co-options
| Date cooptation   | Circonscription | Parti | Parti     | Sortant          | Coopté            | Raison |
| ----------------- | --------------- | ----- | --------- | ---------------- | ----------------- | --- |
| 15 juillet 2004   | Foyle           |       | Sinn Féin | Mary Nelis       | Raymond McCartney | Démission de Mary Nelis.                                                                                             |
| 29 novembre 2004  | Belfast West    |       | Sinn Féin | Bairbre de Brún  | Sue Ramsey        | Démission de Bairbre de Brún.                                                                                        |
| 25 septembre 2006 | Belfast West    |       | Sinn Féin | Michael Ferguson | Vacant            | Décès de Michael Ferguson. La vacance est restée vacante à la dissolution de l'Assemblée.                            |
| 9 janvier 2007    | Lagan Valley    |       | SDLP      | Patricia Lewsley | Marietta Farrell  | Démission de Patricia Lewsley pour occuper le poste de Commissaire d'Irlande du Nord pour les enfants et les jeunes. |
| 23 janvier 2007   | Belfast East    |       | PUP       | David Ervine     | Dawn Purvis       | Décès de David Ervine.                                                                                               |

### ‡ Changements d'affiliation
| Date             | Circonscription            | Nom               | Affiliation précédente | Affiliation précédente | Nouvelle affiliation | Nouvelle affiliation    | Circonstance |
| ---------------- | -------------------------- | ----------------- | ---------------------- | ---------------------- | -------------------- | ----------------------- | --- |
| 18 décembre 2003 | Lagan Valley               | Jeffrey Donaldson |                        | UUP                    |                      | Ind U                   | Jeffrey Donaldson a démissionné de l'UUP. |
| 18 décembre 2003 | Lagan Valley               | Norah Beare       |                        | UUP                    |                      | Ind U                   | Norah Beare a démissionné de l'UUP. |
| 18 décembre 2003 | Fermanagh and South Tyrone | Arlene Foster     |                        | UUP                    |                      | Ind U                   | Arlene Foster a démissionné de l'UUP. |
| 5 janvier 2004   | Lagan Valley               | Jeffrey Donaldson |                        | Ind U                  |                      | DUP                     | Jeffrey Donaldson a rejoint le DUP. |
| 5 janvier 2004   | Lagan Valley               | Norah Beare       |                        | Ind U                  |                      | DUP                     | Norah Beare a rejoint le DUP. |
| 5 janvier 2004   | Fermanagh and South Tyrone | Arlene Foster     |                        | Ind U                  |                      | DUP                     | Arlene Foster a rejoint le DUP. |
| 4 juillet 2005   | Newry and Armagh           | Paul Berry        |                        | DUP                    |                      | Ind U                   | Paul Berry a été suspendu par la DUP à la suite d'un conseil de discipline interne et d'une médiatisation de sa vie privée. Il a démissionné du parti à la suite de contestations judiciaires le 10 février 2006. |
| 23 novembre 2005 | Mid Ulster                 | Francie Molloy    |                        | Sinn Féin              |                      | Independent Nationalist | Francie Molloy a été suspendue par le Sinn Féin le 23 novembre 2005 à la suite de désaccords sur les réformes du gouvernement local. Molloy a été par la suite réadmis au parti.                                  |
| 10 avril 2006    | North Down                 | Eileen Bell       |                        | Alliance               |                      | Speaker                 | Eileen Bell a été nommée Speaker de l'Assemblée le 10 avril 2006 pour la première session du 15 mai. |
| 15 janvier 2007  | Mid Ulster                 | Geraldine Dougan  |                        | Sinn Féin              |                      | Independent Nationalist | Geraldine Dougan a démissionné du Sinn Féin. |
| 2 février 2007   | Newry and Armagh           | Davy Hyland       |                        | Sinn Féin              |                      | Independent Nationalist | Davy Hyland a démissionné du Sinn Féin. |